# Кроншнеп-малютка
Кроншнеп-малютка (лат. Numenius minutus) — птица семейства бекасовых.

## Описание
Кроншнеп-малютка достигает длины от 28 до 34 см, размах крыльев составляет от 57 до 63 см, вес — от 150 до 175 г.
Окраска оперения преимущественно бурого цвета, включая нижнюю сторону крыльев. Брюхо белое, клюв короткий, изогнутый. Рисунок головы кроншнепа-малютки похож на такой же среднего кроншнепа (Numenius phaeopus), со светлыми и тёмными полосами на темени и бровями. Позывка состоит из постоянно повторяющихся свистов.

## Распространение
Размножается на северо-востоке Азии, гнездовой эндемик России. Представления об ареале к настоящему моменту неполны. Вероятно, область распространения вида занимает горно-таёжные редколесья Восточной Сибири от верховьев Котуя на западе до среднего течения Колымы на востоке с разрывом в бассейне среднего и нижнего течения Оленька и Лены. Гнездовой ареал охватывает лесотундру и северную тайгу, местами вдаётся в среднюю тайгу, но не выходит в тундру и имеет очаговый характер. Вероятно, наиболее высокая гнездовая плотность имеет место на двух участках ареала: в Верхоянской котловине и на Вилюйском плато.
Зимовки расположены в Австралии. Миграционные пути преимущественно внутриконтинентальны.

## Размножение
Моногамный кулик, о потомстве заботятся оба родителя. Территории пар обычно сгруппированы в небольшие поселения, иногда вблизи гнезда беркута. Типичные гнездовые местообитания — разреженные лиственничники и зарастающие вырубки и гари в нижнем и среднем поясах склонов увалов или сопок или в межгорных котловинах. Важно наличие кустов ольхи, ив, карликовой берёзки, лиственничного сухостоя, мохово-лишайникового покрова. Гнездо представляет собой лунку на земле, полная кладка состоит из 4 яиц. Демографические параметры и многие детали биологии неизвестны.

## Численность
Сведения о численности вида имеются только с территорий зимовок в Австралии и оценивается в 180 тысяч птиц.